# Imma Tor Faus
Imma Tor Faus   (Sant Julià de Lòria, 12 d'abril de 1966) és una professora i diplomàtica andorrana que és ministra d'Afers Exteriors del país des del 17 de maig de 2023.

## Trajectòria
Tor Faus va ser professora i és catedràtica de llengua i literatura franceses per les universitats de Tolosa i de París. Es va diplomar en Relacions Internacionals al Centre d'Estudis Diplomàtics i Estratègics de París.
L'any 1998, Tor Faus va ser nomenada representant permanent d'Andorra al Consell d'Europa, càrrec que va exercir fins al 2004. També va ser ambaixadora a França des de 1999 fins a 2007 i delegada permanent a la UNESCO de 2004 a 2007. Del 2007 al 2010 va ser ambaixadora d'Andorra a la Unió Europea a Brussel·les.
El desembre de 2010, Tor Faus va esdevenir subdirectora de llengua francesa a l'⁣Organisation internationale de la Francophonie. Des del 2016 en fou l'encarregada de la llengua francesa i la diversitat lingüística. Hi va treballar fins al 2023.
El maig de 2023, es va anunciar que Tor Faus seria ministra d'Afers Exteriors del Govern de Xavier Espot.

## Distincions honorífiques

### Condecoracions
Nacionals
- Dama Gran Creu de l'Orde de Carlemany, Principat d'Andorra[6][7]

Estrangeres
- Dama de l'Orde de la Legió d'Honor, República Francesa[1]
- Dama de l'Orde de les Arts i les Lletres, República Francesa[1]

### Altres distincions
- Medalla Senghor de la Francofonia, atorgada per Organització Internacional de la Francofonia[1]